# Lac Lielais Baltezers
Le lac Lielais Baltezers est un lac de Lettonie, qui est situé sur le territoire de Garkalnes novads et Ādažu novads dans le sud-est de la Vidzeme.

## Le plan d'eau
Lielais Baltezers a une superficie de 5,975 km². Le niveau du lac se situe à 0,1 mètre d'altitude. Sa profondeur maximale est de 5,9 m.
Jusqu'à 1903 Lielais Baltezers était un lac sans écoulement. La création du canal Juglas qui le relie au fleuve Jugla, en 1903, a abouti à faire baisser le niveau de ses eaux de 1,8m. 
Au début du XXe siècle, on a creusé un canal de 430m qui relie le Lielais Baltezers et le lac Mazais Baltezers, qui avait pour but de faire baisser le niveau du Mazais Baltezers et aussi de créer la voie de transport de bois depuis la Gauja vers le port de Vecmīlgrāvis (Vecmīlgrāvja osta) à Riga.
Une anse artificielle se trouve sur la rive du nord, probablement créée pour le stationnement des barques.

## Les îles
Le lac Lielais Baltezers compte six îles, d'une superficie totale de 14,5 ha. 
- île Auzu (3 ha)
- île Liepu (2,8 ha)
- île Mazā (0,5 ha)
- île Priežu (3,7 ha)
- île Ropažu (4,5 ha)
- île Jaunā sala (1,4 ha)

Depuis 1977, leur territoire fait partie du programme de protection du patrimoine naturel de Lettonie.

## Milieu naturel
Ses rives sont généralement basses. Le fond du lac est essentiellement limoneux, avec de nombreux débris d'arbres. On y relève dix-huit espèces de poissons.
Tout comme pour le Mazais Baltezers, à la suite de l'urbanisation croissante des berges, se pose le problème de pollution du lac et de la nappe d'eau souterraine par les eaux usées, étant donné que la plupart des habitations construites à la va-vite ne comportent pas de système tout à l'égout.